# Twist magazine
Twist Magazine är Sveriges enda[källa behövs] alternativa nöjestidning. Tidningen grundades på ensam hand av Isa Andersson i februari 2006 och var då endast en liten webbtidning på några sidor. Första webbnumret ut innehöll bland annat en stor intervju med bandet Deathstars. Till en början skrevs Twist Magazine på engelska men det ändrades ganska snabbt till svenska.
Tanken bakom tidningen var att starta en nöjestidning för alternativa människor som uppskattar att läsa om alternativ musik, såsom metal, glamrock, hardcore, goth och så vidare, mode, skivor, böcker, film och mycket mer. Det skulle vara mer än bara en musiktidning eftersom det redan fanns så många av just sådana. Idén var att hålla ett blandat innehåll och erbjuda mer än medelmåttighet. Twist Magazine skriver intervjuer, recensioner, artiklar, krönikor, fotorapporter med mera.
I mars 2007 kom det första tryckta numret på 40 färgsidor som snart sålde slut.